# Officine di Pietrarsa
Le officine di Pietrarsa sono state la prima fabbrica italiana di locomotive, rotaie e materiale rotabile. Nacquero nel 1840 come Reale Opificio Borbonico di Pietrarsa. Dismesse alla fine del 1975, dal 7 ottobre 1989 le officine sono divenute sede del Museo nazionale ferroviario di Pietrarsa.

## Storia

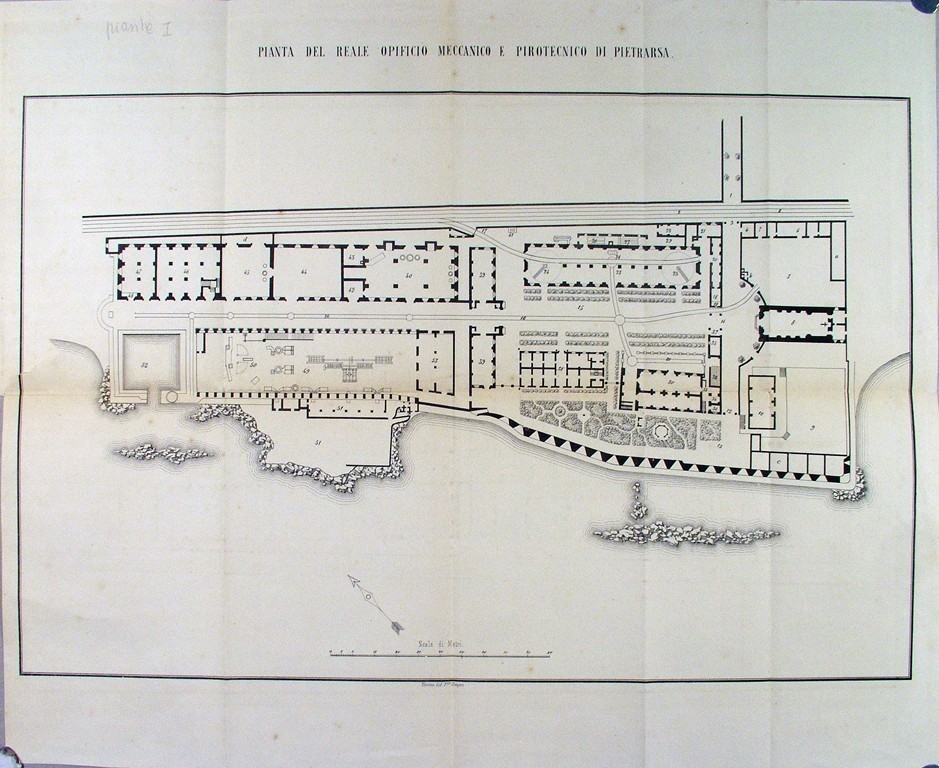
Planimetria dell'Opificio meccanico e pirotecnico di Pietrarsa (1861)

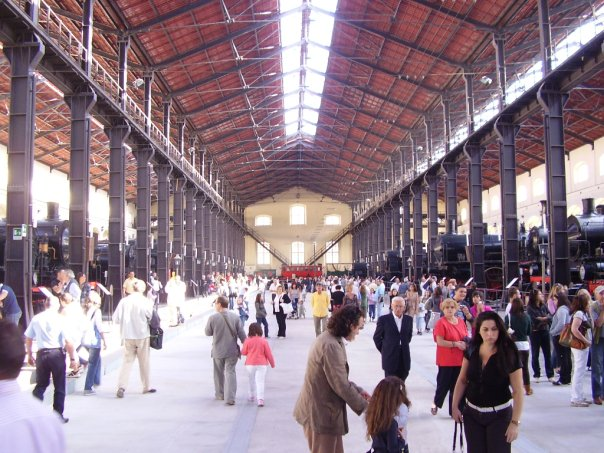
Uno dei padiglioni del vecchio Opificio restaurato e trasformato in salone museale.

Le officine di Pietrarsa, o Reale Opificio vennero concepite nel 1840 da Ferdinando II di Borbone come industria siderurgica in grado di produrre materiale bellico e civile utilizzando anche il ferro proveniente dal Polo siderurgico di Mongiana. Una prima fabbrica era stata realizzata tra San Giovanni a Teduccio, Portici e San Giorgio a Cremano nel 1832, utilizzando il suolo precedentemente occupato da una batteria costiera.
Il 22 maggio 1843 Ferdinando II emanava un editto nel quale era detto tra l'altro: È volere di Sua maestà che lo stabilimento di Pietrarsa si occupi della costruzione delle locomotive, nonché delle riparazioni e dei bisogni per le locomotive stesse, degli accessori dei carri e dei wagons che percorreranno la nuova strada ferrata Napoli-Capua. L'obiettivo era quello di affrancarsi dalla dipendenza estera nella produzione dei rotabili necessari al piano di costruzioni ferroviarie richiesto da più parti che prevedeva l'estensione fino allo Jonio e all'Adriatico delle linee iniziate sulla sponda tirrenica.
Nel 1844, il 28 giugno, veniva iniziata la grande riparazione delle prime due locomotive a vapore denominate Impavido e Aligero che erano state costruite in Inghilterra
Nel 1845 iniziava la produzione di locomotive a vapore progettate e parzialmente costruite in Inghilterra ma montate in loco. Si trattò di 7 locomotive, che utilizzavano parti componenti costruite in Inghilterra, analoghe ai precedenti modelli acquistati nel 1843 che avevano inaugurato la prima linea ferrata italiana, la Napoli-Portici: erano la Pietrarsa, la Corsi, la Robertson, la Vesuvio, la Maria Teresa, la Etna e la Partenope.

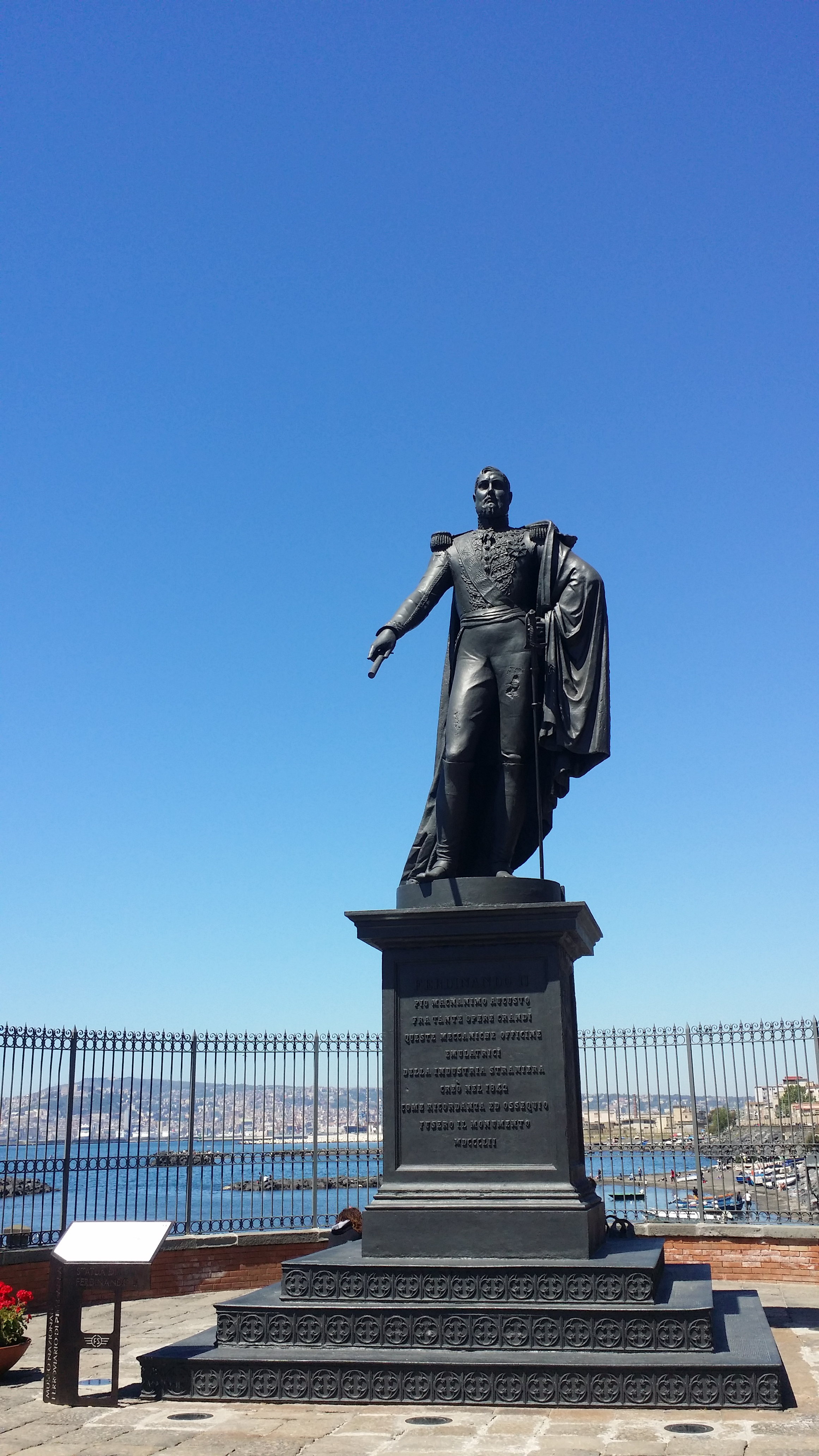
Statua in ghisa di re Ferdinando II di Borbone nel cortile del museo di Pietrarsa.

Nel 1853 la forza lavoro di Pietrarsa raggiungeva il numero di circa 700 operai.
La struttura ebbe varie visite importanti tra cui quella dello zar di Russia, Nicola I, che manifestò l'intenzione di prendere Pietrarsa a modello per il complesso ferroviario di Kronštadt; nel 1849 l'Opificio venne visitato anche dal papa Pio IX.
Il 18 maggio del 1852 venne prodotta, nel reparto metallurgico, la gigantesca statua dell'altezza di circa 4,5 m di Ferdinando II mediante una fusione monoblocco in ghisa che rappresenta una tra le più grandi opere del genere prodotta in Italia; è ancora esposta nel Museo nazionale ferroviario. Nel 1856 Pietrarsa fu il primo stabilimento in Italia a produrre rotaie, al tempo chiamate raili dal termine inglese "rail", con la ghisa puddellata di Mongiana. Tuttavia il loro costo risultava elevato a causa dell'alto prezzo del carbone importato dall'Inghilterra mentre risultava conveniente il costo delle locomotive con tender prodotte; Pietrarsa, infatti, era uno dei due soli impianti industriali in Italia in grado di produrre locomotive a vapore.
L'espansione della fabbrica continuò costantemente fino alla fine del Regno delle Due Sicilie fornendo materiale di ogni genere alle ferrovie del regno. Nel giugno 1860 Pietrarsa giunse ad occupare 1125 persone (850 operai stabili a cui si aggiungevano 200 operai occasionali e 75 artiglieri per il controllo dell'ordine) rimanendo (ma ancora per poco) la maggiore fabbrica metalmeccanica italiana.

Nel 1861 il Ministro della Marina Luigi Federico Menabrea istituiva una Commissione delle ferriere la cui minuziosa indagine analizzava lo stato di tutte le attività industriali attinenti site sul territorio del Regno che venivano infine illustrate nella relazione conclusiva dell'inchiesta triennale pubblicata nel 1864 a cura dell'ingegnere Felice Giordano. Dal rapporto emerge che la fabbricazione di rotaie tentata nel 1856 nello stabilimento di Pietrarsa aveva costi doppi rispetto a quelli importati dall'Inghilterra o dal Belgio, mentre più competitiva era la produzione delle locomotive, laddove i due più importanti stabilimenti del tempo (Sampierdarena e Pietrarsa) avevano costi più o meno equivalenti o di poco superiori a quelli dell'industria estera. L'analisi minuziosa dei costi e delle attività eseguita dal Giordano quantificava dettagliatamente le retribuzioni dei lavoratori specializzati per categoria e i costi delle materie prime dei semilavorati metallici di importazione dipingendo come sostanzialmente equivalenti quelli di Ansaldo e di Pietrarsa, la cui preminenza era finita assieme al regime borbonico e al suo regime protezionistico. Il maggior costo di produzione dei prodotti siderurgici prodotti nel territorio del Regno scaturiva dalla loro provenienza estera nonché dall'alto costo dell'approvvigionamento dell'indispensabile carbone inglese.

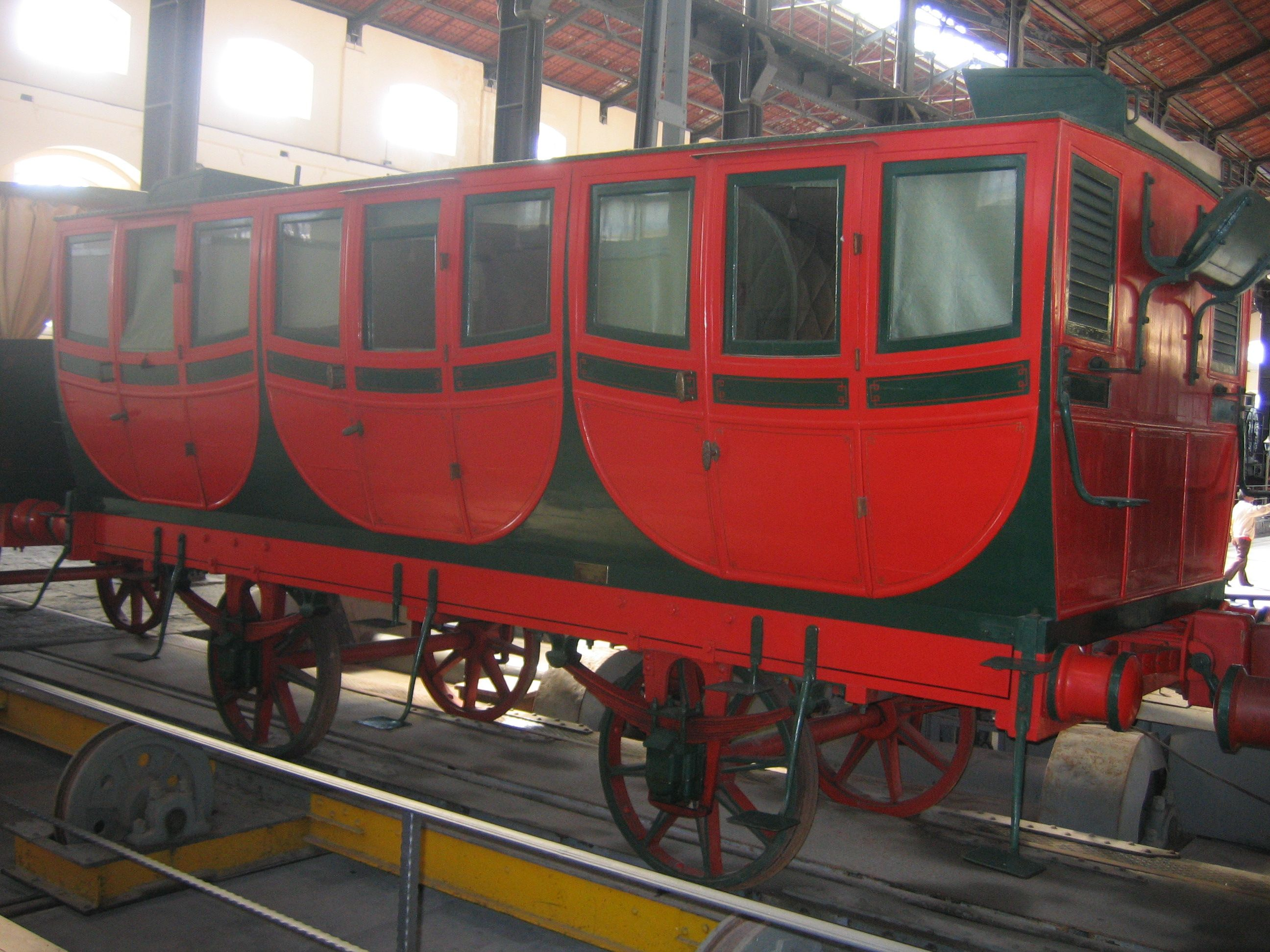
Carrozza ricostruita sul modello dell'originale del 1839, costruita ai Granili

Tra il 1861 e il 1863 l'opificio di Pietrarsa entrò in una fase difficile della sua vita: una relazione dell'ingegnere Grandis, voluta dal governo sabaudo, dipingeva negativamente l'attività e la redditività dell'opificio consigliandone addirittura la vendita o la demolizione. Si imponeva una scelta di razionalizzazione del settore siderurgico e produttivo e tale scelta fu fatta in favore dell'industria settentrionale. Il 10 gennaio 1863 lo stabilimento di Pietrarsa con quanto conteneva veniva concesso in affitto, per 30 anni alla somma di 45 000 lire dell'epoca, dal Ministro delle Finanze del governo Minghetti alla ditta costituita da Iacopo Bozza; ciò portò alla riduzione dei posti di lavoro, a scioperi e gravi disordini repressi nel sangue; il 6 agosto 1863 una carica di bersaglieri provocava 7 morti e 20 feriti gravi. I primi morti furono Luigi Fabbricini, Aniello Marino, Domenico Del Grosso e Aniello Olivieri
In seguito ai fatti il Bozza rinunciava e il 20 settembre 1863 il governo concedeva l'Opificio in affitto per 20 anni a una nuova società, denominata Società nazionale di costruzioni meccaniche, costituita dal cavaliere Gregorio Macry, dal Duca Luciano Serra, dal Marchese Cesare Pallavicino, e dai cavalieri Maurizio Baracco e Giuseppe Carabelli; il canone partiva da 45 000 lire e aumentava ogni 5 anni fino a raggiungere la somma di 70 000 lire del tempo.  Anche questa volta la concessione prevedeva la facoltà di licenziare il personale ritenuto non occorrente all'articolo 23 della Convenzione approvata con Decreto del 27 settembre.
Dal 1863 a Pietrarsa venne accorpata l'Officina dei Granili produttrice di carpenterie metalliche, vagoni ferroviari e pezzi meccanici. Sempre nel 1863 le viene assegnato il monopolio della fornitura di materiale ferroviario delle ferrovie meridionali.

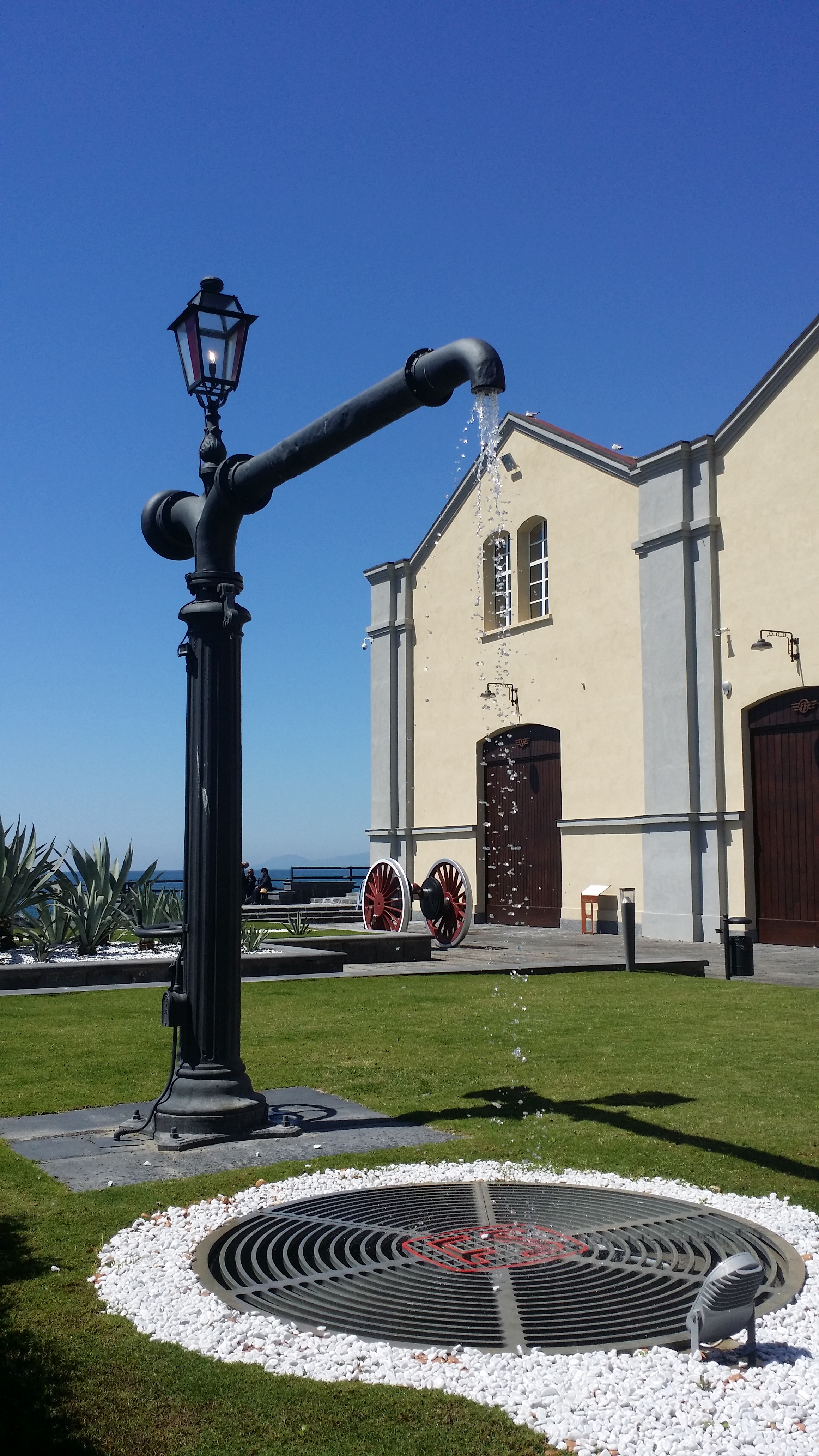
Colonna idrica per il rifornimento di acqua per le locomotive a vapore situata nel cortile del museo.

Secondo la relazione finale della Commissione delle ferriere prima del 1863 le officine di Pietrarsa occupavano una superficie di 33600 m² e avevano una forza lavoro di 850 operai. Le dotazioni erano di grande rilievo in quanto capaci di mettere in linea di produzione contemporaneamente 8 caldaie da piroscafo o 24 caldaie da locomotiva. Il reparto della ferriera, detta di Ischitella, era dotato di 12 forni pudler e 5 treni di laminatoi di cui uno specializzato per rotaie. Il reparto fonderie aveva un forno a riverbero da 12,5 t e 10 forni di vario tipo con capacità da 8,5 t e 250 kg per un complesso di 36 t di ferro lavorabili. La fonderia aveva anche un reparto per il bronzo con un forno a riverbero da 1880 kg, uno da 600 kg e altri vari forni piccoli e crogioli. Completavano le attrezzature 3 magli a vapore da 4.500, 3.500 e 800 kg, 4 grandi gru nonché tutte le attrezzature accessorie.
Nel 1873 una locomotiva per treni merci prodotta a Pietrarsa guadagnò una medaglia d'oro all'Esposizione Universale di Vienna.
Il drastico ridimensionamento della manodopera di Pietrarsa tuttavia continuò fino alla riduzione a 100 dei posti di lavoro conseguenza della smobilitazione ma anche della conseguente perdita di commesse; 
Nel 1877 lo stato finalmente intervenne e ne assunse direttamente la gestione sotto la direzione dell'ingegnere Passerini risollevandone le sorti e migliorandone la ormai ridotta capacità  produttiva; da allora e fino al 1885 vennero prodotte circa 110 locomotive, oltre 800 carri merci e quasi 300 carrozze viaggiatori oltre a parti di ricambio per rotabili.
In seguito alle Convenzioni del 1885 e alla costituzione delle grandi reti le Officine di Pietrarsa vennero assegnate alla Rete Mediterranea e ne fecero parte fino 
al 1905 quando, in seguito alla statizzazione delle ferrovie, la fabbrica entrò a far parte delle infrastrutture primarie delle nuove Ferrovie dello Stato divenendo una delle officine di Grandi Riparazioni specializzata in particolare nel settore delle locomotive a vapore.
Secondo i dati forniti dall'album ufficiale delle Locomotive ed Automotrici in servizio ed in costruzione al 30 giugno 1914, edito nel 1915 dalle Ferrovie dello Stato, a Pietrarsa, tra il 1867 e il 1888, erano state prodotte per la Società Italiana per le Strade Ferrate Meridionali, la Rete Mediterranea, la Rete Adriatica, la Rete Sicula e la Società della Ferrovia Sicula Occidentale, centinaia di locomotive a vapore con tender di cui 192 pervenute alle FS e immatricolate come gruppi FS 120, 155, 185, 190, 200, 206, 215, 265, 268, 385, 391 e 420.
Successivamente al 1888 comunque, le ordinazioni per la costruzione di locomotive furono rivolte a fabbriche estere o del nord Italia indicando il cambiamento dell'indirizzo di utilizzazione dell'Opificio come impianto di manutenzione e riparazione.
Fu l'avvento dei nuovi sistemi di trazione ferroviaria e la loro diffusione, (trazione elettrica e trazione ferroviaria#Trazione termica) in seguito a cui le locomotive a vapore venivano gradatamente accantonate ad innescare il lento ma inesorabile declino dell'impianto fino al decreto di chiusura emesso il 15 novembre 1975. L'ultima locomotiva a vapore riparata, la 640.088, uscì dalle officine il 2 dicembre dello stesso anno.
Dopo un lungo periodo di abbandono venne presa la decisione di trasformare Pietrarsa in un museo ferroviario alloggiandolo negli stessi ambienti che erano stati della più antica fabbrica di locomotive d'Italia. L'inaugurazione del Museo avvenne il 7 ottobre 1989 in occasione del 150º anniversario delle ferrovie italiane. Successivamente fu di nuovo chiuso e, dopo un lungo periodo di ristrutturazione,  il museo è stato riaperto il 19 dicembre del 2007.

## Le capacità produttive di Pietrarsa[13]

### Produzione di rotaie
Nel 1856 venne impiantata nella cosiddetta Ferriera di Ischitella una linea di laminatoi di cui uno specifico per la produzione di rotaie, al tempo denominate con un termine mutuato dalla lingua inglese, raili. La fornitura fu fatta per la costruzione della ferrovia da Capua a Sarno e in parte per Ceprano e comportò la produzione di 51 390 pezzi e dei relativi cuscinetti di montaggio. Venne usata la ghisa prodotta a Mongiana con l'uso del carbon fossile importato dall'Inghilterra. Era il primo tentativo del genere, per affrancarsi dalla dipendenza estera, fatto in tutta la penisola italiana ma non ebbe seguito a causa del costo finale eccessivo, circa il doppio delle rotaie importate, inglesi o belghe. La ferriera di Ischitella risultava ormai inattiva nel 1863. Per molto tempo ancora le rotaie non saranno prodotte in Italia.

### Carpenteria metallica
Una tra le opere di rilievo dell'Opificio è la costruzione del ponte in ferro sul fiume Calore Irpino.

### Produzione di locomotive
La produzione di locomotive iniziò nel 1845 (su licenza inglese); entro il biennio successivo furono prodotte 7 locomotive di rodiggio 1-1-1. La produzione riprese nel 1850 con 13 locomotive poi ebbe una battuta di arresto a causa del crollo del regno.

### Locomotive a vapore con tender separato prodotte tra 1867 e 1888
L'elenco riporta soltanto le 192 locomotive pervenute alle Ferrovie dello Stato dopo il riscatto delle reti e la statizzazione; non sono riportate quelle alienate o demolite prima del 1905 e quelle immatricolate dalle FS e accantonate prima del giugno 1914.
| Gruppo FS (da 1905/06) | Numeri immatricolaz.                           | Anno fabbricazione | Unità consegnate | Provenienza                           |
| ---------------------- | ---------------------------------------------- | ------------------ | ---------------- | ------------------------------------- |
| 120                    | 1213                                           | 1868               | 1                | Gruppo RA/SFM 42                      |
| 120                    | 1345                                           | 1869               | 1                | Gruppo RA/SFM 42                      |
| 120                    | 1346                                           | 1870               | 1                | Gruppo RA/SFM 42                      |
| 120                    | 1267,69,70                                     | 1874               | 3                | Gruppo RA/SFM 42                      |
| 120                    | 1271,74,76                                     | 1875               | 3                | Gruppo RM 2053-2088                   |
| 120                    | 1284,85,86,87,89                               | 1884               | 5                | Gruppo RM 2089-2100                   |
| 120                    | 1290,91,93,94                                  | 1885               | 4                | Gruppo RM 2089-2100                   |
| 155                    | 1567,68,69,71,72,77,78,79,80                   | 1877               | 9                | Gruppo RA 60, ex SFR 207-212, 225-228 |
| 185                    | 1861                                           | 1867               | 1                | Gruppo RA 310                         |
| 185                    | 1868,69                                        | 1869               | 2                | Gruppo RA 310                         |
| 185                    | 1875,76,77                                     | 1870               | 3                | Gruppo RA 310                         |
| 185                    | 1881,82,84, 1887, 1889                         | 1871               | 5                | Gruppo RA 310                         |
| 185                    | 1867,90,91                                     | 1872               | 3                | Gruppo RA 310                         |
| 190                    | 1908,09                                        | 1878               | 2                | Gruppo RM 3701-3709                   |
| 190                    | 1939,40,41,42                                  | 1878               | 4                | Gruppo RS 101-200                     |
| 190                    | 1945                                           | 1879               | 1                | Gruppo RA 310                         |
| 190                    | 1906                                           | 1875               | 1                | Gruppo RM 3701-3709                   |
| 190                    | 1932,34                                        | 1874               | 2                | Gruppo RS 101-200                     |
| 190                    | 1936                                           | 1875               | 1                | Gruppo RS 101-200                     |
| 190                    | 1947,48,49,50,51                               | 1881               | 5                | Gruppo RS 101-200                     |
| 190                    | 1991                                           | 1884               | 1                | Gruppo RS 101-200                     |
| 190                    | 1989,90,92,93,94,95,96,97                      | 1884               | 3                | Gruppo RM 3710-3730                   |
| 200                    | 2045,46,47,49,51,52,53,54,55                   | 1873               | 9                | Gruppo RA 315                         |
| 200                    | 2041,42,43,44                                  | 1875               | 4                | Gruppo RA 310                         |
| 200                    | 2056                                           | 1882               | 1                | Gruppo RA 315                         |
| 206                    | 2061,62,66,67,68,69,70,71,74,75,76,77,78       | 1882               | 13               | Gruppo SFM 330                        |
| 206                    | 2103,04,05,06,07,08                            | 1886               | 6                | Gruppo SFM 330                        |
| 215                    | 2334,36,38                                     | 1880               | 3                | Gruppo RM 3201-3600                   |
| 215                    | 2392,93,94,95,96                               | 1881               | 5                | Gruppo RM 3201-3600                   |
| 215                    | 2407,08,09,11,10,12,13,14,15,16,17,18,19,21,29 | 1883               | 15               | Gruppo RM 3201-3600                   |
| 215                    | 2422,23,24,25,26,27,28,29,30,31,32,33,34,35    | 1885               | 14               | Gruppo RM 3201-3600/RM 390            |
| 215                    | 2436,37,38,39,40,41                            | 1886               | 6                | Gruppo RM 3201-3600                   |
| 215                    | 2357,58                                        | 1887               | 2                | Gruppo RM 3201-3600                   |
| 215                    | 2459,60,61,62,63,64,65,66,67,68                | 1888               | 10               | Gruppo RM 3201-3600                   |
| 265                    | 2670                                           | 1878               | 1                | Gruppo RM 3731-3760                   |
| 265                    | 2671,72,73,74,76,78,79,80                      | 1879               | 8                | Gruppo RM 3731-3760                   |
| 268                    | 2683,84,85,86,88                               | 1877               | 5                | Gruppo RA 305                         |
| 268                    | 2689,90                                        | 1878               | 2                | Gruppo RM 3731-3760                   |
| 385                    | 3851,54,55,56,57,59                            | 1880               | 6                | Gruppo FSO 1-20                       |
| 385                    | 3860                                           | 1882               | 1                | Gruppo FSO 1-20                       |
| 385                    | 3861,62,63,64                                  | 1885               | 4                | Gruppo FSO 1-20                       |
| 391                    | 3929,30                                        | 1872               | 6                | Gruppo RM 3910-3937                   |
| 420                    | 4319,20,21,22,23,24,25,26                      | 1887               | 8                | Gruppo RM 4201-4500                   |
| 420                    | 4317,18                                        | 1886               | 2                | Gruppo RM 4201-4500                   |